# ارفت
ارفت رودی است به راین می‌ریزد. این رود از کشور آلمان می‌گذرد.